# Marcos Paulo Segobe da Silva
Marcos Paulo Segobe da Silva, mais conhecido como Careca (Tambaú, 30 de outubro de 1980), é um ex-futebolista brasileiro que atuava como volante.

## Lesão
Careca sofreu uma lesão que o deixou 10 meses parado. No dia 15 de setembro de 2011, Careca foi relacionado para os jogos contra o São Paulo e Palmeiras.

## Títulos
Coritiba
- Campeonato Brasileiro de Futebol - Série B: 2007
- Campeonato Paranaense: 2008

Ceará
- Campeonato Cearense: 2011